# Erlen
Erlen es una comuna suiza del cantón de Turgovia, situada en el distrito de Weinfelden. Limita al norte con las comunas de Birwinken y Langrickenbach, al este con Sommeri y Amriswil, al sur con Zihlschlacht-Sitterdorf y Sulgen, y al oeste con Hohentannen.
Hasta el 31 de diciembre de 2010 situada en el distrito de Bischofszell.

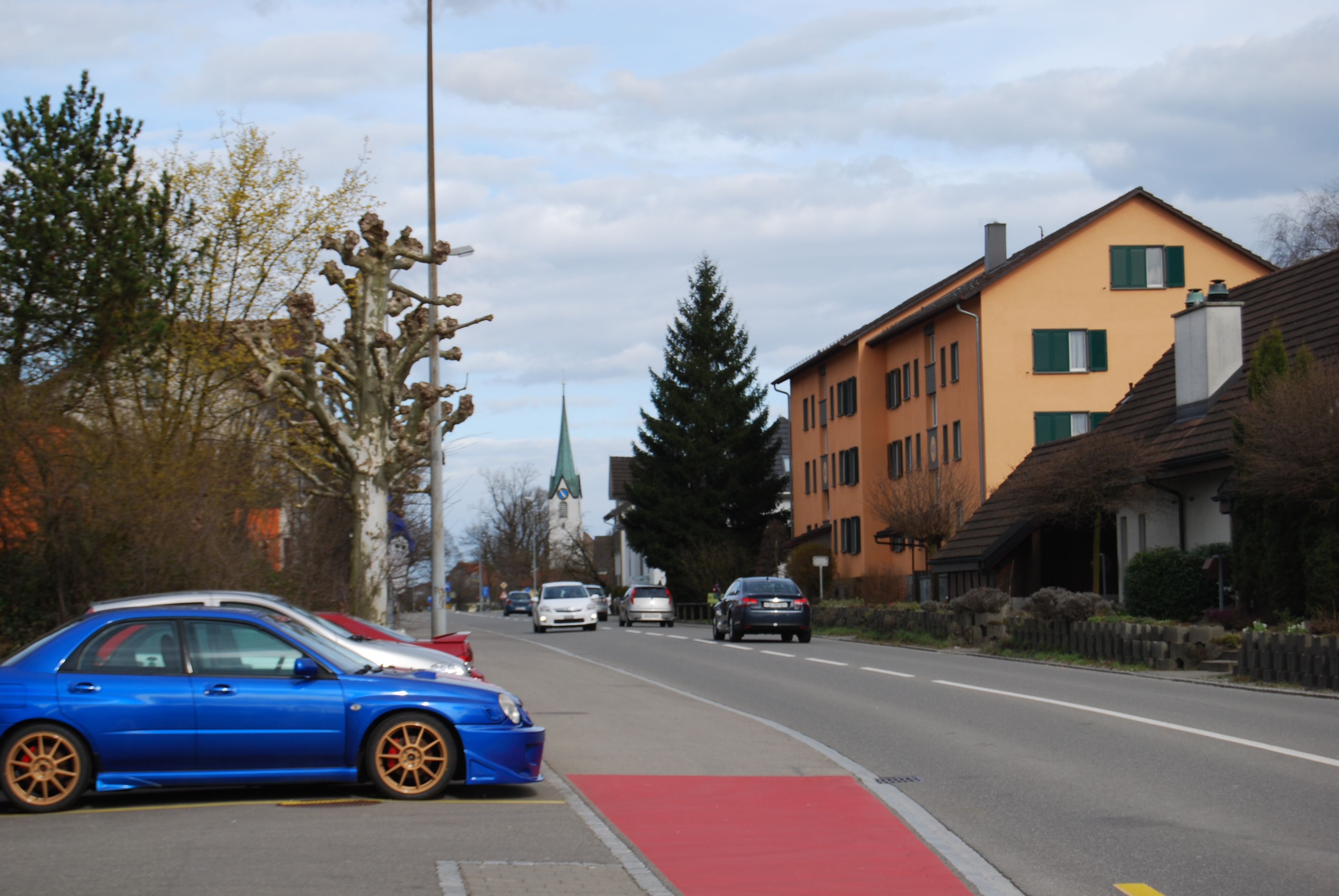
Erlen

## Transportes
Ferrocarril
Existe una estación de ferrocarril en la que paran trenes de cercanías de las redes S-Bahn San Galo y S-Bahn Zúrich.